# Landschaftsschutzgebiet Offenland um Berge

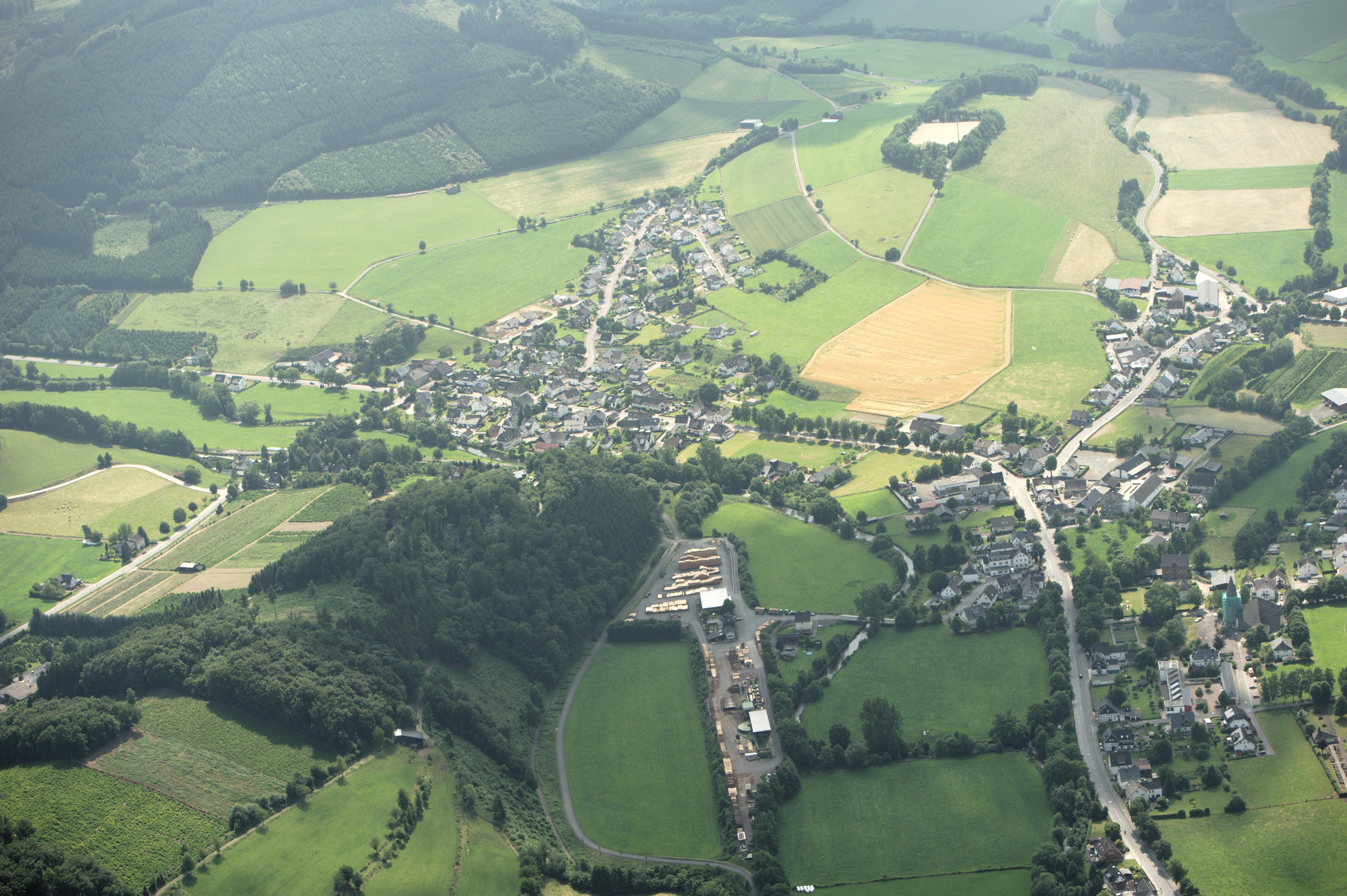
Landschaftsschutzgebiet Offenland um Berge Offenland im Hintergrund

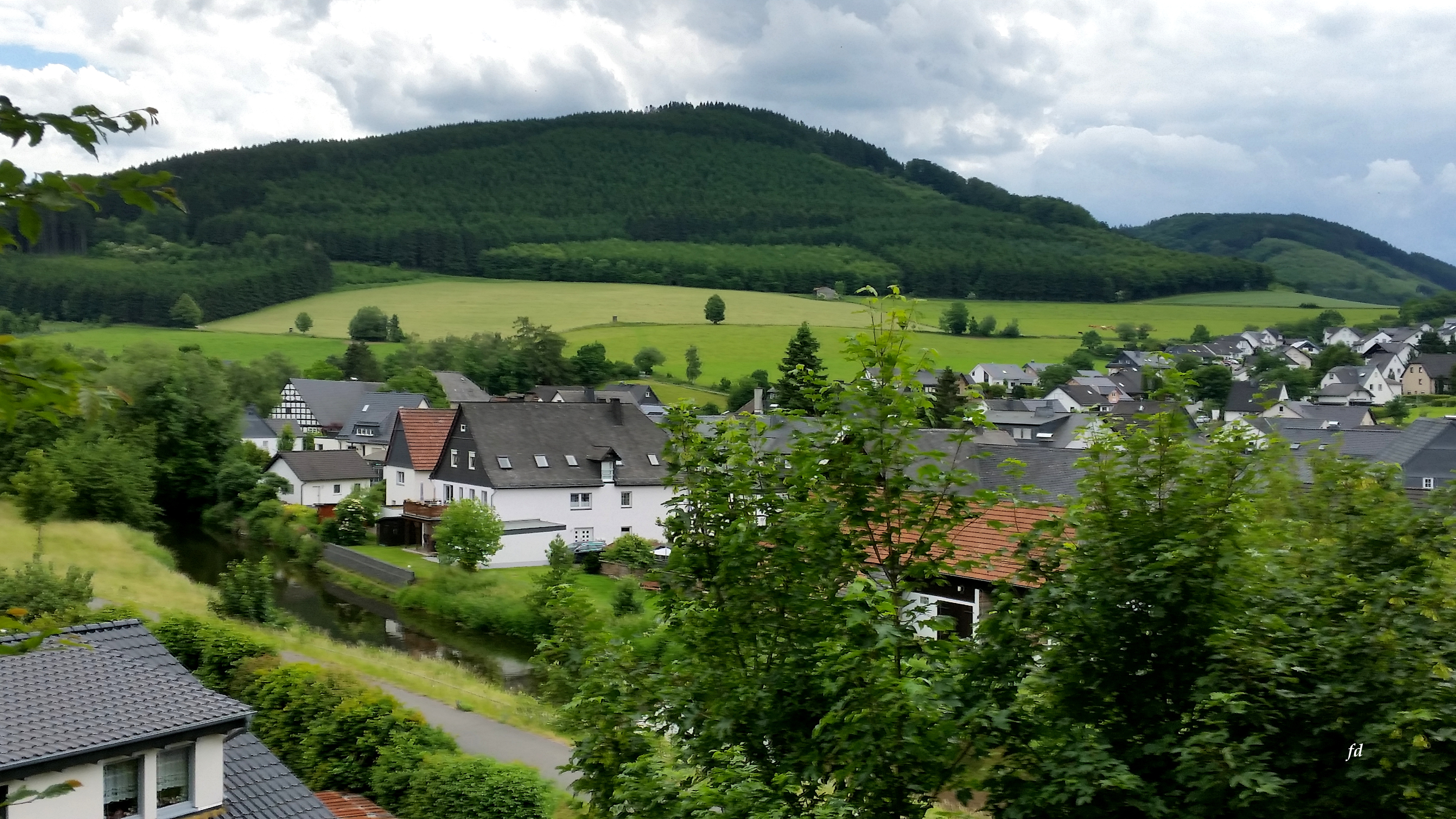
Landschaftsschutzgebiet Offenland um Berge südwestlich von Berge.

Das Landschaftsschutzgebiet Offenland um Berge mit 98,87 ha liegt im Stadtgebiet von Meschede im Hochsauerlandkreis. Es wurde 1994 mit dem Landschaftsplan Meschede durch den Kreistag des Hochsauerlandkreises als Teil von vier verschiedenen Landschaftsschutzgebieten (LSG) ausgewiesen. Bei der Neuaufstellung des Landschaftsplanes Meschede wurde dann diese Fläche als Landschaftsplangebiet vom Typ B, Kleinflächiger Landschaftsschutz, ausgewiesen. Es ist eines von 102 Landschaftsschutzgebieten in der Stadt Meschede. Dort gibt es ein Landschaftsschutzgebiet vom Typ A, 51 Landschaftsschutzgebiete vom Typ B und 50 Landschaftsschutzgebiete vom Typ C. Das LSG gehört zum Naturpark Sauerland-Rothaargebirge.

## Beschreibung
Das LSG besteht aus vier Teilflächen um Berge. Es geht bis zum Siedlungsrand von Berge. Im LSG befinden sich hauptsächlich Äcker und auch einige Grünlandflächen.
Der Landschaftsplan führt zur LSG-Festsetzung auf: „Mit ihren vielfältigen Blickverbindungen und einigen gliedernden Gehölzstrukturen ergänzen sie das grünlandbezogene Verbundsystem zu einem Offenlandkomplex, der dem Wohnumfeld und dem landwirtschaftlich geprägten und zugleich kulturlandschaftsprägenden Ortscharakter von Berge zugute kommt.“
Das LSG bildete man 2020 aus dem Landschaftsschutzgebiet Ortsnahe Freiflächen südlich Berge, Landschaftsschutzgebiet Ortsnahe Freiflächen nördlich Berge, Landschaftsschutzgebiet Hemfeld östlich Berge und Teilen vom Landschaftsschutzgebiet Meschede.

## Schutzzweck
Zum Schutzzweck der LSG vom Typ B Ortsrandlagen, Landschaftscharakter im Landschaftsplangebiet Meschede führt der Landschaftsplan auf: „Sicherung der Vielfalt und Eigenart der Landschaft im Nahbereich der Ortslagen sowie in alten landwirtschaftlichen Vorranggebieten insbesondere durch deren Offenhaltung; Erhaltung der Leistungsfähigkeit des Naturhaushalts hinsichtlich seines Artenspektrums und der Nutzungsfähigkeit der Naturgüter (hier: leistungsfähige Böden); Umsetzung der Entwicklungsziele 1.1 und – primär – 1.5 zum Schutz des spezifischen Charakters und der Identität der landschaftlichen Teilräume; entsprechend dem Schutzzweck unter 2.3.1 auch Ergänzung der strenger geschützten Teile dieses Naturraums durch den Schutz ihrer Umgebung vor Eingriffen, die den herausragenden Wert dieser Naturschutzgebiete und Schutzobjekte mindern könnten (Pufferzonenfunktion); Erhaltung der im gesamten Gebiet verstreut anzutreffenden kulturhistorischen Relikte.“

## Rechtliche Vorschriften
Wie in den anderen Landschaftsschutzgebieten im Stadtgebiet besteht im LSG ein Verbot, Bauwerke zu errichten. Vom Verbot ausgenommen sind Bauvorhaben für Gartenbaubetriebe, Land- und Forstwirtschaft. Die Untere Naturschutzbehörde kann Ausnahme-Genehmigungen für Bauten aller Art erteilen. Wie in den anderen Landschaftsschutzgebieten vom Typ B in Meschede besteht im LSG ein Verbot der Erstaufforstung sowie ein Verbot Weihnachtsbaum-, Schmuckreisig- und Baumschul-Kulturen anzulegen.